# Formatie van Ruurlo
De Formatie van Ruurlo is een geologische formatie in de diepere ondergrond van Nederland. De formatie behoort tot de Caumer Subgroep van de Limburg Groep en komt uit het bovenste deel van het Carboon (Silesien). De formatie is genoemd naar het dorp Ruurlo in de Achterhoek, waar de typelocatie zich in een boorgat bevindt.

## Beschrijving
De Formatie van Ruurlo bestaat uit donkergrijze tot zwarte siltige kleisteen, met een voortdurende afwisseling van korrelgrootte. Er komen ook zeer fijnkorrelige, kleiige of siltige zandlagen in voor, maar geen massieve zandsteenbedden. Deze klastische sedimenten worden afgewisseld met steenkoollagen, die tot ongeveer 2 meter dik kunnen zijn. 
De afwisselingen in de formatie zijn cyclisch van aard en kunnen beschouwd worden als cyclothemen: de ritmische herhaling in het sedimenttype werd veroorzaakt door cyclische schommelingen in het zeeniveau. De Formatie van Ruurlo bestaat voornamelijk uit rivier- en rivierdelta-afzettingen afgewisseld met zoetwaterlagen - de afzettingsfacies is fluviatiel en deltaisch of lacustrien, met enkele zeldzame incursies van de zee.

## Stratigrafie
De grootste dikte waarin de Formatie van Ruurlo is aangetroffen is 872 meter. Ze heeft een ouderdom in het Laat-Bashkirien, ongeveer 315 miljoen jaar. In de Europese indeling worden lagen van deze ouderdom ingedeeld bij het Westfalien (A en B). Aan de basis ligt de formatie concordant boven op de Formatie van Baarlo, eveneens deel van de Caumer Subgroep en het Boven-Carboon. De Formatie van Baarlo bestaat uit dikkere cycli en is zandiger dan de Formatie van Ruurlo. De Formatie van Ruurlo wordt afgedekt door de steenkoolrijke kleisteen van de Formatie van Maurits.
De Formatie van Ruurlo kan worden gecorreleerd met de Klaverbank Formatie in de ondergrond onder de Noordzee, de Formatie van Charleroi in België en de Essen-Formation en Bochum-Formation in Duitsland.